# Лёнерю, Мари
Мари Лёнерю (фр. Marie Lenéru; 2 июня 1875, Брест — 23 сентября 1918, Лорьян) — французская писательница, драматург и автор дневников.

## Биография и творчество
Мари Лёнерю родилась в 1875 году в Бресте. Её отец, морской офицер, умер, когда ей было всего десять месяцев, и девочку воспитывали мать и дядя. В шестилетнем возрасте она начала вести дневник. В двенадцатилетнем возрасте Мари заболела корью, что повлекло за собой серьёзные осложнения: к четырнадцати годам Мари полностью оглохла. Длительное время она также была совершенно слепой, но потом зрение начало восстанавливаться. Мари не смогла научиться читать по губам, но освоила ручную азбуку, а впоследствии начала читать тексты с помощью лупы.
Интересуясь литературой, Мари самостоятельно изучала английский, немецкий, латинский и итальянский языки, чтобы читать произведения различных авторов в оригинале. В 1893 году она начала новый, «взрослый» дневник. В своём дневнике и в частных письмах она пишет об одиночестве, на которое её обрекла глухота, о чувстве изолированности от мира и от людей. Больше всего ей не хватает музыки и возможности услышать, как звучит её собственный голос. Кроме того, записи в дневнике свидетельствуют об исключительно широком круге чтения Мари, в который входили Ницше, Паскаль, Дарвин, Шелли, Спенсер и другие писатели и философы.
Свою первую книгу Мари Ленерю написала в 1901 году. Это был исторический роман о Французской революции, в частности, о Сен-Жюсте, но опубликовали его лишь в 1922 году, когда Мари уже не было в живых. Затем Мари заинтересовалась личностью Хелен Келлер и написала эссе о ней. В 1902 году она переехала в Париж, где благодаря своему дяде, преподавателю Сорбонны, сблизилась с литературными кругами и начала печататься. Свою первую пьесу, «Les Affranchis» («Освобождённые»), она послала Катюлю Мендесу, который не только прочёл произведение начинающей писательницы, но и отозвался о нём самым лестным образом в своём ответном письме. Впоследствии он способствовал постановке пьесы на сцене парижского Одеона в 1910 году. Мари присутствовала на премьере; не имея возможность слышать реплики актёров, она следила за их игрой в бинокль. Пьеса выдержала пятнадцать постановок и, несмотря на первоначальную критику, имела большой успех. В числе восхищавшихся ею был Леон Блюм. Позднее, в 1914 году, Лёнерю получила за эту пьесу Премию Эмиля Ожье, присуждаемую Французской академией.
Следующая пьеса Лёнерю, «Le Redoutable», также была поставлена в «Одеоне», но получила гораздо менее благоприятные отзывы. Позднее, в 1920 году, в том же театре шла её пьеса «La Paix». Однако наибольшую известность Мари Лёнерю принесла пьеса «La Triomphatrice», удостоенная чести быть поставленной на сцене Комеди Франсез, чего ранее достигали лишь очень немногие авторы-женщины (в том числе Жорж Санд). В общей сложности Лёнерю написала восемь пьес, пять из которых были поставлены в театрах.
В 1918 году Мари с матерью покинули Париж, спасаясь от бомбардировок. Они уехали в Лорьян, где Мари заразилась испанским гриппом и умерла 23 сентября того же года. В 1921-м году был опубликован её дневник, после чего возрос интерес к её личности и творчеству. В 1925 году останки писательницы были перезахоронены в её родном городе — Бресте. В 1927 году в Комеди Франсез была поставлена её первая пьеса, «Les Affranchis». В 1932 году появилась первая монография, посвящённая Мари Лёнерю: её написала Сюзанн Лаво, которая также страдала глухотой и на которую большое впечатление произвёл прочитанный в юности дневник Мари.